# Маріанне Мейс
Маріанне Мейс (нід. Marianne Muis, 28 липня 1968) — нідерландська плавчиня.
Призерка Олімпійських Ігор 1988 року, учасниця 1992, 1996 років.
Призерка Чемпіонату Європи з водних видів спорту 1987, 1989 років.
Призерка літньої Універсіади 1987, 1995 років.